# Gustavo Ferrín
Gustavo Ferín (Montevideo, 1º maggio 1959) è un allenatore di calcio uruguaiano.

## Carriera
Ha iniziato la carriera da allenatore ricoprendo il ruolo di CT della Nazionale Under-17 e Under-20, mentre nel 2006 ha potuto allenare la Selezione maggiore.  Dopo 8 anni è riuscito a qualificare la Nazionale peruviana Under-20 ai mondiali di categoria, prima di guidare l'Angola alla Coppa d'Africa 2013.